# Elwendia longipes
Elwendia longipes är en växtart i släktet Elwendia och familjen flockblommiga växter.
Arten förekommer i södra Turkmenistan och i Afghanistan. Den beskrevs först av Josef Franz Freyn och fick sitt nu gällande namn av Michail Pimenov och Jevgenij Kljujkov.